# Elaeagnus songarica
Elaeagnus songarica là một loài thực vật có hoa trong họ Elaeagnaceae. Loài này được Schlecht. mô tả khoa học đầu tiên.